# Szundy Jenő

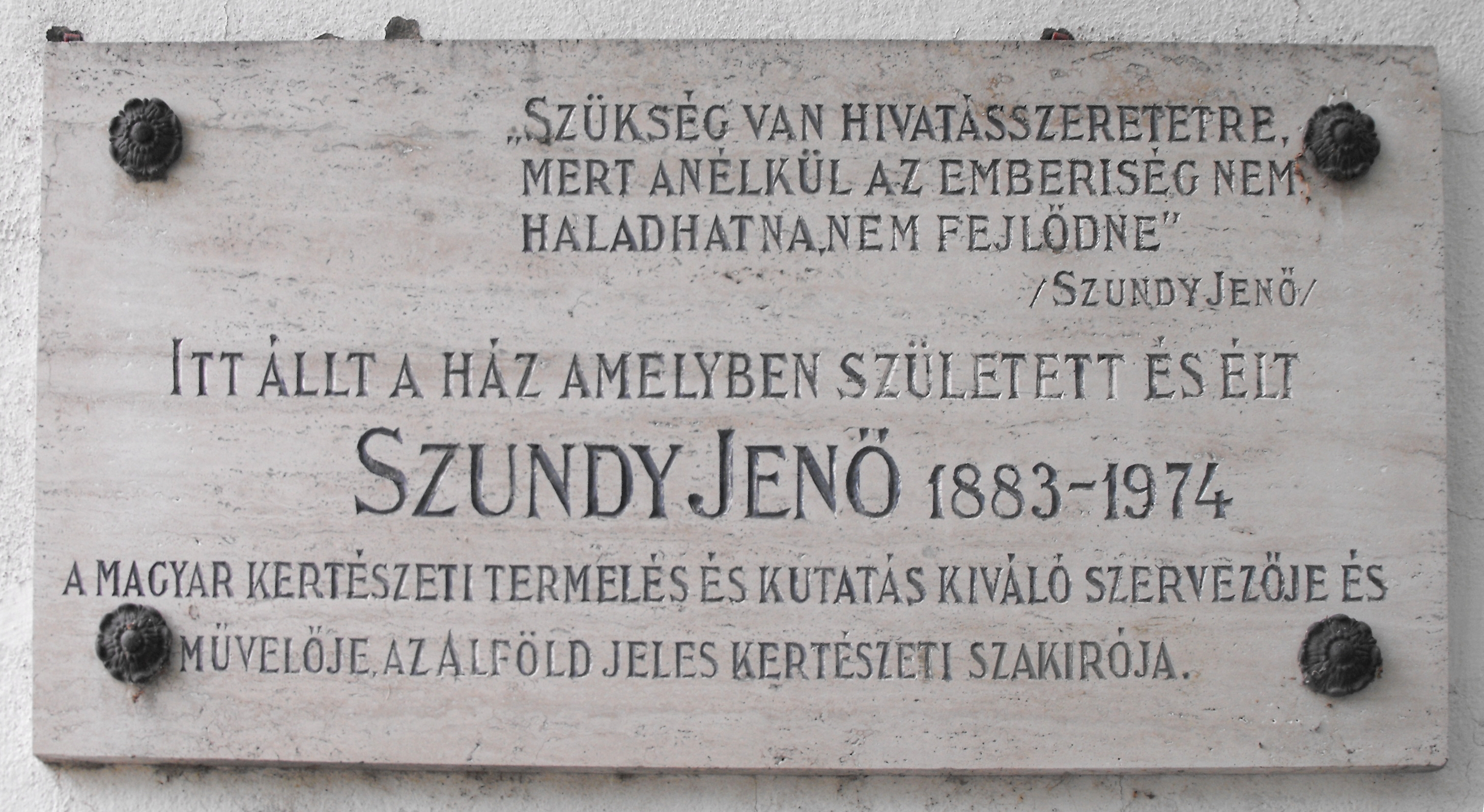
Szundy Jenő emléktáblája szülőházának falán

Szundy Jenő Kornél (Makó, 1883. március 27. – Makó, 1974. július 1.) oktató, kertészeti szakíró.

## Életpályája
Értelmiségi családban született, édesapja Szundy Károly a református algimnázium számtantanára, édesanyja Borcsányi Kornélia háztartásbeli; a családban heten voltak testvérek. Elemi és középiskoláit szülővárosában végezte, majd két évig Nádasladányon kertészgyakornok volt. 1900–1903 között a budapesti Kertészeti Tanintézetben tanult, műkertész diplomát szerzett. A kiváló hallgatók közé tartozott. Egy évig sorkatonai szolgálatban vett részt, a debreceni 39. gyalogezredbe vonult be. 1904-től tanítóként dolgozott a nagybocskói és a lőcsei kertmunkás iskolákban. Trencsénben faiskola-kezelő volt. 1911-től Szilágysomlyón volt kertésztanító. A következő évben kéthavi tanulmányúton vett részt nyugat-európai országokban, majd Pápán és Munkácson tanított. Szabadkán a palicsi földműves iskolában szerb nyelven oktatott. Az első világháborúban négy évig főhadnagyként szolgált. Visszatérve Palicsra nem volt hajlandó felesküdni a megszálló szerb csapatoknak, ezért elbocsátották, majd kényszernyugdíjazták.
Visszatért szülővárosába, Makóra és gazdálkodni kezdett, 12 éven át bérelt földön kereskedelmi és temetői kertészetet üzemeltetett. Hozzáfogott egy új kertkultúra megalapozásához, kialakította a korszerű gyümölcstermesztést. 1927. január 16-án létrehozta a Csanád-Arad-Torontálvármegyei Gyümölcsészeti Egyesületet. Ez volt az ország első gyümölcsészeti egyesülete; hat évvel megelőzte a Gyümölcstermesztők Országos Egyesületének megalakulását. Az egyesület célja a termesztők segítése, szakmai oktatása és tapasztalataik megvitatása volt. Három év alatt közel 4700-ra nőtt a szervezet tagjainak száma - a szűkebb régió legnagyobb egyesületévé váltak-, és 42 kiállítást rendeztek. Felvilágosító kampányt indított, a korszerű és hatékony gyümölcstermesztésről, bemutatta a fajták sajátosságait, megismertette a helyieket az eredményes szaporítás tudnivalóival és a szakszerű növényvédelem legfontosabb szabályairól. Javaslatára a város 1928-ban a Maros hullámterében gyümölcsfákat telepített és faiskolát létesített.
Az évenkénti Gyümölcsészeti naptár 3000-6000 példányszámban jelent meg az egyesület gondozásában 1928–1939 között. Az ún. Segítő kezünk akció keretein belül 1937-től ingyen gyümölcsfaoltványokkal támogatták Honvéd és a Vertán-telep szegény lakosságát. Az általa alapított egyesület ügyvezető igazgatói posztját 1950-ig töltötte be; Rajk László belügyminiszter 1947-es rendelete ugyanis feloszlatta az összes magyarországi egyesületet, és 1949-re végleg el is lehetetlenült működése. Szundy azonban nem tétlenkedett, kiskaput keresett és talált: a Makói Földműves Szövetkezet berkein belül szőlő és gyümölcstermesztő szakcsoportot hozott létre, amelynek tagsága 1955 tavaszára elérte a 202 főt. 1963-tól tíz évig a Makó Kertészeti Munkaközösség ügyvezetője volt. Elindította a Virágos Makóért mozgalmat, és palántanevelő telepet hozott létre a hagymakísérleti telepen. 1974-ben hunyt el, hosszú betegség után; a makói belvárosi református ótemetőben helyezték örök nyugalomra.

## Művei
- Gyümölcsészeti Előadások (I—VI füzet, 1926-1928)
- Gyümölcsészeti úttörők a csanádi síkon
- Gyümölcsfa és a gyermek
- Csanád - Arad - Torontál Vármegyék gyümölcstermesztésének története (1954)

## Emlékezete
- Makó Lesi városrészében utcát neveztek el róla
- Szülőházát emléktáblával jelölték meg